# Jeffrey Skinner
Pour les articles homonymes, voir Skinner.
Jeffrey Scott Skinner, dit Jeff Skinner, (né le 16 mai 1992 à Markham, dans la province de l'Ontario au Canada) est un joueur professionnel canadien de hockey sur glace. Il évolue au poste d'ailier gauche dans la Ligue nationale de hockey.

## Biographie

### Carrière junior
Avant-dernier d'une famille de six enfants, tous hockeyeurs, Jeff Skinner rejoint en 2008 l'équipe des Rangers de Kitchener de la Ligue de hockey de l'Ontario. Après avoir inscrit 51 points en 63 rencontres, il connait une progression au cours de l'année suivante, enregistrant 90 points dont cinquante buts. Il participe avec l'équipe LHO à la Super Serie Subway en 2009. 
Éligible au repêchage de 2010 de la Ligue nationale de hockey, il y est sélectionné en première ronde, septième choix au total par les Hurricanes de la Caroline,. 

### Hurricanes de la Caroline
Le 21 septembre 2010, il signe un contrat d'entrée dans la LNH avec les Hurricanes d'une valeur de 2,7 millions de dollars. Le 20 octobre, il marque son premier but en carrière dans la LNH contre le gardien Jonathan Bernier, des Kings de Los Angeles. Lors de la saison 2010-2011 de la LNH, sa première saison chez les professionnels, il est choisi pour participer au 58e Match des étoiles de la Ligue nationale de hockey à Raleigh, devenant le plus jeune joueur de l'histoire à y participer. Il termine sa première saison avec 31 buts et 63 points en 82 matchs. Avec son bon rendement lors de sa saison recrue, Skinner réussi à mettre la main sur le trophée Calder, remis à la meilleure recrue pendant la saison régulière. Il devient alors le plus jeune joueur de l'histoire des Hurricanes à remporter le trophée Calder,.
Il est suspendu pendant deux matchs pour avoir donné un coup de patin à l'endroit de l'attaquant Scott Nichol, des Blues de Saint-Louis, le 15 mars 2012,.

### Sabres de Buffalo
Le 2 août 2018, il est échangé aux Sabres de Buffalo en retour de l'attaquant Cliff Pu, d'un choix de 2e tour en 2019 et de choix de 3e et de 6e tours en 2020. Le 6 avril 2018, Skinner marque deux fois dans la finale de la saison contre les Red Wings de Détroit, portant son total à 40 buts lors de la saison, c'est la première fois de sa carrière qu'il atteint cette marque.

## Statistiques

### En club
| Saison     | Équipe                     | Ligue      |       | Saison régulière | Saison régulière | Saison régulière | Saison régulière | Saison régulière |    | Séries éliminatoires | Séries éliminatoires | Séries éliminatoires | Séries éliminatoires | Séries éliminatoires |
| Saison     | Équipe                     | Ligue      | PJ    | B                | A                | Pts              | Pun              | PJ               | B  | A                    | Pts                  | Pun                  |                      |                      |
| 2007-2008  | Young Nationals de Toronto | GTHL       | 55    | 65               | 42               | 107              | 0                | -                | -  | -                    | -                    | -                    |                      |                      |
| 2008-2009  | Rangers de Kitchener       | LHO        | 63    | 27               | 24               | 51               | 34               | -                | -  | -                    | -                    | -                    |                      |                      |
| 2009-2010  | Rangers de Kitchener       | LHO        | 64    | 50               | 40               | 90               | 72               | 20               | 20 | 13                   | 33                   | 14                   |                      |                      |
| 2010-2011  | Hurricanes de la Caroline  | LNH        | 82    | 31               | 32               | 63               | 46               | -                | -  | -                    | -                    | -                    |                      |                      |
| 2011-2012  | Hurricanes de la Caroline  | LNH        | 64    | 20               | 24               | 44               | 56               | -                | -  | -                    | -                    | -                    |                      |                      |
| 2012-2013  | Hurricanes de la Caroline  | LNH        | 42    | 13               | 11               | 24               | 26               | -                | -  | -                    | -                    | -                    |                      |                      |
| 2013-2014  | Hurricanes de la Caroline  | LNH        | 71    | 33               | 21               | 54               | 22               | -                | -  | -                    | -                    | -                    |                      |                      |
| 2014-2015  | Hurricanes de la Caroline  | LNH        | 77    | 18               | 13               | 31               | 18               | -                | -  | -                    | -                    | -                    |                      |                      |
| 2015-2016  | Hurricanes de la Caroline  | LNH        | 82    | 28               | 23               | 51               | 38               | -                | -  | -                    | -                    | -                    |                      |                      |
| 2016-2017  | Hurricanes de la Caroline  | LNH        | 79    | 37               | 26               | 63               | 28               | -                | -  | -                    | -                    | -                    |                      |                      |
| 2017-2018  | Hurricanes de la Caroline  | LNH        | 82    | 24               | 25               | 49               | 34               | -                | -  | -                    | -                    | -                    |                      |                      |
| 2018-2019  | Sabres de Buffalo          | LNH        | 82    | 40               | 23               | 63               | 36               | -                | -  | -                    | -                    | -                    |                      |                      |
| 2019-2020  | Sabres de Buffalo          | LNH        | 59    | 14               | 9                | 23               | 18               | -                | -  | -                    | -                    | -                    |                      |                      |
| 2020-2021  | Sabres de Buffalo          | LNH        | 53    | 7                | 7                | 14               | 14               | -                | -  | -                    | -                    | -                    |                      |                      |
| 2021-2022  | Sabres de Buffalo          | LNH        | 80    | 33               | 30               | 63               | 42               | -                | -  | -                    | -                    | -                    |                      |                      |
| 2022-2023  | Sabres de Buffalo          | LNH        | 79    | 35               | 47               | 82               | 39               | -                | -  | -                    | -                    | -                    |                      |                      |
| 2023-2024  | Sabres de Buffalo          | LNH        | 74    | 24               | 22               | 46               | 34               | -                | -  | -                    | -                    | -                    |                      |                      |
| Totaux LNH | Totaux LNH                 | Totaux LNH | 1 006 | 357              | 313              | 670              | 451              | -                | -  | -                    | -                    | -                    |                      |                      |

### En équipe nationale
Il représente le Canada au niveau international.
| Année | Équipe | Compétition          |    | PJ | B | A | Pts | Pun | +/-               |  | Résultat |
| 2011  | Canada | Championnat du monde | 7  | 3  | 3 | 6 | 8   | +3  | 5e place          |  |          |
| 2012  | Canada | Championnat du monde | 8  | 3  | 2 | 5 | 4   | +3  | 5e place          |  |          |
| 2013  | Canada | Championnat du monde | 8  | 2  | 2 | 4 | 2   | +4  | 5e place          |  |          |
| 2017  | Canada | Championnat du monde | 10 | 4  | 5 | 9 | 27  | +8  | Médaille d'argent |  |          |

## Trophées et honneurs personnels
- 2011 : récipiendaire du trophée Calder de la Ligue nationale de hockey